# Imperatriz da Zona Norte
Imperatriz da Zona Norte é uma escola de samba da cidade de Cruz Alta, no Rio Grande do Sul. Fundada em 1993.  É octacampeã do carnaval da cidade.
"Ao longo dos anos, a Imperatriz tem sido uma referência de histórias e narrativas cativantes durante seus desfiles. Desta forma, explora uma variedade de temas, buscando constantemente estimular a consciência, a criatividade e a imaginação do público. Graças ao esforço incansável e à dedicação de sua comunidade, a Imperatriz conquistou o título de campeã do Carnaval de Cruz Alta por 8 vezes.
Além de seu brilho na avenida, a vermelho e branco tem sido uma força transformadora não só no Carnaval de Cruz Alta, mas também na vida de sua comunidade.
Através de iniciativas como oficinas de percussão e samba, apoio a famílias em situação de vulnerabilidade e campanhas de conscientização, a Agremiação se dedica a melhorar a qualidade de vida ao seu redor. Destaca-se o projeto "Minha escola dá samba", que proporciona experiências enriquecedoras, especialmente para as crianças da comunidade, preservando a cultura e construindo o futuro do Carnaval."

## Carnavais
| Ano  | Colocação                                           | Grupo                                               | Enredo | Ref.                                                |
| ---- | --------------------------------------------------- | --------------------------------------------------- | --- | --------------------------------------------------- |
| 2006 | Campeã                                              | Único                                               | Com a Imperatriz no Carnaval, um outro mundo é possível                                                           |                                                     |
| 2007 | Campeã                                              | Único                                               | ...e viveram felizes para sempre, Imperador e Imperatriz: O casal perfeito!                                       | [ 2 ]                                               |
| 2008 | Campeã                                              | Único                                               | Cruz Alta: terra de muitos povos                                                                                  |                                                     |
| 2009 | 2º lugar                                            | Único                                               | Duas Paixões num só Coração: Imperatriz, um Grenal Sensacional.                                                   |                                                     |
| 2010 | 2º lugar                                            | Único                                               | Eu sou Curioso e Você?                                                                                            | [ 3 ]                                               |
| 2011 | Campeã                                              | Único                                               | A Fé Vai nos Guiar                                                                                                | [ 4 ]                                               |
| 2012 | Campeã                                              | Único                                               | Uma delirante viagem ao carrossel das ilusões                                                                     | [ 5 ]                                               |
| 2013 | 2º lugar                                            | Único                                               | Mulher Negra, mulher guerreira nossa Jóia rara                                                                    | [ 6 ] [ 7 ]                                         |
| 2014 | Campeã                                              | Único                                               | No mundo das cores, uma fantástica viagem à história da Maquiagem.                                                | [ 8 ] [ 9 ]                                         |
| 2015 | 3º lugar                                            | Único                                               | Espelho, espelho meu.                                                                                             | [ 10 ] [ 11 ]                                       |
| 2016 | O Carnaval foi cancelado devido a falta de recursos | O Carnaval foi cancelado devido a falta de recursos | O Carnaval foi cancelado devido a falta de recursos                                                               | O Carnaval foi cancelado devido a falta de recursos |
| 2017 | O Carnaval foi cancelado devido a falta de recursos | O Carnaval foi cancelado devido a falta de recursos | O Carnaval foi cancelado devido a falta de recursos                                                               | O Carnaval foi cancelado devido a falta de recursos |
| 2018 | 3º lugar                                            | Único                                               | Anaue, a profecia da criação Tupi                                                                                 |                                                     |
| 2019 | 2º lugar                                            | Único                                               | De gênio e louco todos nós temos um pouco - Saint Clair Cemin, escultor de Cruz Alta, uma viagem na arte do criar |                                                     |
| 2020 | O Carnaval foi adiado devido à Pandemia             | O Carnaval foi adiado devido à Pandemia             | O Carnaval foi adiado devido à Pandemia                                                                           | O Carnaval foi adiado devido à Pandemia             |
| 2021 | O Carnaval foi adiado devido à Pandemia             | O Carnaval foi adiado devido à Pandemia             | O Carnaval foi adiado devido à Pandemia                                                                           | O Carnaval foi adiado devido à Pandemia             |
| 2022 | 2º lugar                                            | Único                                               | 200 anos: índios, negros e pobres, onde estão nessa história?                                                     |                                                     |
| 2023 | 3º lugar                                            | Único                                               | Semear, Plantar, Colher: Imperatriz exalta a Agricultura e as riquezas deste chão                                 |                                                     |
| 2024 | Campeã                                              | Único                                               | Imperatriz Arretada, conta, canta e encanta: ai se sesse meu Nordeste Independente                                |                                                     |
| 2025 | Campeã                                              | Único                                               | Preservar é Resistir! Encantaria no Carnaval da Imperatriz                                                        |                                                     |

## Títulos
- Campeã em Cruz Alta: 2006, 2007, 2008, 2011, 2012, 2014, 2024, 2025